# Di'Shon Bernard
Di'Shon Joel Bernard (sinh ngày 14 tháng 10 năm 2000) là một cầu thủ bóng đá người Anh chơi ở vị trí hậu vệ tại câu lạc bộ Salford City theo dạng cho mượn từ Manchester United.

## Sự nghiệp

### Manchester United
Ngày 28 tháng 11 năm 2019, Bernard có trận ra mắt đội 1 trong trận đấu gặp Astana tại UEFA Europa League. Trong trận đấu này, anh đã đá phản lưới nhà khiến United chịu thất bại với tỷ số 1–2.

#### Salford City (mượn)
Bernard chuyển tới thi đấu tại League Two cho câu lạc bộ Salford City theo dạng cho mượn vào ngày 16 tháng 10 năm 2020.

## Thống kê sự nghiệp
Tính đến ngày 22 tháng 1 năm 2021
| Câu lạc bộ            | Mùa giải       | Giải vô địch   | Giải vô địch | Giải vô địch | Cúp FA | Cúp FA | Cúp EFL | Cúp EFL | Châu Âu | Châu Âu | Khác | Khác | Tổng cộng | Tổng cộng |
| Câu lạc bộ            | Mùa giải       | Hạng đấu       | Trận         | Bàn          | Trận   | Bàn    | Trận    | Bàn     | Trận    | Bàn     | Trận | Bàn  | Trận      | Bàn       |
| --------------------- | -------------- | -------------- | ------------ | ------------ | ------ | ------ | ------- | ------- | ------- | ------- | ---- | ---- | --------- | --------- |
| U21 Manchester United | 2019–20        | —              | —            | —            | —      | —      | —       | —       | —       | —       | 4    | 0    | 4         | 0         |
| U21 Manchester United | 2020–21        | —              | —            | —            | —      | —      | —       | —       | —       | —       | 2    | 0    | 2         | 0         |
| U21 Manchester United | Tổng cộng      | Tổng cộng      | —            | —            | —      | —      | —       | —       | —       | —       | 6    | 0    | 6         | 0         |
| Manchester United     | 2019–20        | Premier League | 0            | 0            | 0      | 0      | 0       | 0       | 1       | 0       | —    | —    | 1         | 0         |
| Manchester United     | 2020–21        | Premier League | 0            | 0            | 0      | 0      | 0       | 0       | 0       | 0       | —    | —    | 0         | 0         |
| Manchester United     | Tổng cộng      | Tổng cộng      | 0            | 0            | 0      | 0      | 0       | 0       | 1       | 0       | —    | —    | 1         | 0         |
| Salford City (mượn)   | 2020–21        | League Two     | 14           | 2            | 1      | 0      | 0       | 0       | —       | —       | —    | —    | 15        | 2         |
| Tổng sự nghiệp        | Tổng sự nghiệp | Tổng sự nghiệp | 14           | 2            | 1      | 0      | 0       | 0       | 1       | 0       | 6    | 0    | 22        | 2         |

1. 1 2  Số trận ra sân tại EFL Trophy
2. ↑  Số trận ra sân tại UEFA Europa League

### Quốc tế
Tính đến 12 tháng 7 năm 2023
| Đội tuyển quốc gia | Năm       | Trận | Bàn |
| ------------------ | --------- | ---- | --- |
| Jamaica            | 2023      | 5    | 1   |
| Tổng cộng          | Tổng cộng | 5    | 1   |

Bàn thắng và kết quả của Jamaica được để trước.
| # | Ngày               | Địa điểm                                 | Đối thủ              | Bàn thắng | Kết quả | Giải đấu               |
| - | ------------------ | ---------------------------------------- | -------------------- | --------- | ------- | ---------------------- |
| 1 | 2 tháng 7 năm 2023 | Sân vận động Levi's, Santa Clara, Hoa Kỳ | Saint Kitts và Nevis | 3–0       | 5–0     | Cúp Vàng CONCACAF 2023 |